# Manuel Vieira de Albuquerque Tovar
Manuel Vieira de Albuquerque Tovar (28 de Abril de 1776 – Lisboa, 14 de Julho de 1833). 
Fidalgo da Casa Real, Coronel de Cavalaria, do Conselho de El-Rei D. João VI, Comendador da Ordem de S. Bento de Aviz. Governador da capitania do Espeirito Santo (Brasil), 13º Governador dos Açores, 9º Governedor de Angola.

## Biografia
Foi Governador adjunto da Baía, no Brasil, antes de 1804, tendo em 17 de Dezembro desse ano tomado posse como Governador da Capitania do Espírito Santo de 17 de Dezembro de1804 a 1811.
Em 1808 houve grandes tumultos nesta Capitania entre o governador e o desembargador Alberto António Pereira. Resultado disso dividiram-se os moradores em dois grupos, e depois de fortes e violentas lutas conseguiu o governador a destituição do desembargador, tendo de mandar prender diversas pessoas, e mandar para a tropa de linha muitas outras.
Em 1809 criou a Junta da Real Fazenda na Capitania do Espírito Santo. Criou postos militares para defender as populações das surpresas dos gentios, estabelecendo novos postos e mobilizando mais gente.
Em 1809 fundou uma povoação sobre os escombros do antigo Quartel de Coutins e deu-lhe o nome de Linhares, em homenagem ao Ministro Rodrigo de Souza Coutinho, Conde de Linhares.
Em 1810 subiu o Rio Doce para explorar Minas Gerais, enviando um documento ao governo com inúmeras informações. Ainda neste ano travou diversas escaramuças com os índios para pacificar a capitania.
Promoveu a navegabilidade do Rio Doce e começou a enviar navios com matérias-primas da Província para o Rio de Janeiro.
Criou por decreto de 18 de Agosto de 1810 um batalhão de Artilharia Miliciana.
Em Dezembro de 1811 partiu para Portugal, “tendo deixado dois filhos naturais que muito estimava e de quem existe descendência. Fez todo o possível para desenvolver e aumentar a capitania, indo ele próprio às localidades e por si mesmo averiguando da verdade”.
Em 11 de Novembro de 1818 foi nomeado Governador e Capitão General de Angola, onde esteve até 1821. Temos a notícia de que em Janeiro de 1820 enviou para estudarem em Lisboa vários indígenas, para que depois de formados voltassem para Angola . Aqui “deu alguns cuidados ao desenvolvimento da Agricultura e do comércio interno, introduzindo várias reformas na administração da fazenda”.
Foi nomeado Capitão-General dos Açores em 21 de Maio de 1824, desembarcou em Angra a 11 de Julho, tomando posse do cargo três dias depois.
Em 19 de Junho de 1828, por ordem do Governador foi D. Miguel aclamado Rei. Três dias depois, no dia 22 de Junho, o Regimento de Caçadores 5, com o capitão José Quintino Dias à frente, revolta-se contra o Governador, aclamando a Rainha D. Maria. É o início da revolta liberal nos Açores. Manuel Tovar é preso e obrigado a abandonar a ilha Terceira.
Faleceu em Lisboa a 14 de Julho de 1833.

## Família e Descendencia
Nasceu em Molelos, em 28 de Abril de 1776. Filho de Jerónimo Vieira da Silva de Tovar, e de Margarida Josefa de Albuquerque Melo e Cáceres, (nascida em 22 de Março de 1743 na Casa da Ínsua, em Penalva do Castelo, filha de Francisco de Albuquerque e Castro, Fidalgo da Casa Real, Comendador da Ordem de Cristo, e senhor da Casa da Ínsua, e de sua mulher Isabel Antónia de Melo e Cárceres).
Não casou, mas durante o tempo em que esteve da Capitania do Espírito Santo teve de Maria Madalena da Cunha, uma filha de nome:, um filho:
Aires Vieira de Albuquerque Tovar.  Que “ocupou diversos cargos de eleição popular e de nomeação do governo, tendo sido deputado provincial em diversas legislaturas. Assentando praça ainda moço, chegou ao posto de alferes ajudante. Em um levante da Tropa de Linha do Batalhão nº 12 a que pertencia, dado a 23 de Setembro de 1831, foi envolvido e comprometido na sedição, respondendo a Conselho de Guerra e sendo pronunciado seguiu para a Corte onde envolveu-se ainda na revolução de 3 de Abril de 1832. Tendo sido absolvido no júri da Corte em 24 de agosto de 1833, foi enviado para esta província, onde foi também absolvido em 1834 quanto à primeira sedição. Pediu demissão do exercício e entregou-se à vida da lavoura, já casado com a respeitável Sra. D. Córdula [Loureiro], que ainda hoje existe. Foi o alferes Aires Vieira de Albuquerque Tovar quem mandou vir a primeira tipografia que houve nesta província. Moço de talento e alguma instrução, gozou de geral estima, já por sua lhaneza como por seu carácter severo e patriotismo reconhecido". Faleceu no ano seguinte em 1841. Tiveram dois filhos:
Aires Loureiro de Albuquerque Tovar, foi tenente e capitão do exército e como o pai foi eleito diversas vezes para órgãos populares.                   Teve numerosa descendência alguns dos quais ainda usam o apelido Tovar.
Francisco Vieira da Cunha de Alvarenga Tovar, faleceu antes do irmão que foi seu herdeiro.  